# Tillandsia 'Aristocrat'
'Aristocrat' es un  cultivar híbrido del género Tillandsia perteneciente a la familia  Bromeliaceae.
es un híbrido creado en el año 1979 de Tillandsia ionantha × Tillandsia bourgaei.